# Marta Lach (kolarka)
Marta Lach (ur. 26 maja 1997 w Osieku) – polska kolarka szosowa.

## Życiorys
Marta Lach pochodzi z Głębowic i ma pięciu braci. Jej młodszy brat Michał też jest kolarzem. W październiku 2020 roku oboje uczestniczyli w teleturnieju Postaw na milion. Studiuje wychowanie fizyczne na krakowskiej AWF.

## Najważniejsze osiągnięcia
Opracowano na podstawie:

2014
- 1. miejsce w mistrzostwach Polski juniorów (start wspólny)

2019
- 1. miejsce na 1. etapie Festival Elsy Jacobs
- 3. miejsce w mistrzostwach Polski (start wspólny)
- 3. miejsce w Clasica Femenina Navarra
- 2. miejsce w mistrzostwach Europy do lat 23 (start wspólny)

2020
- 1. miejsce w mistrzostwach Polski (start wspólny)

2021
- 1. miejsce w La Picto-Charentaise

2022
- 2. miejsce w Trofeo Oro in Euro
- 1. miejsce na 5. etapie Bretagne Ladies Tour
- 2. miejsce w Thüringen Ladies Tour
- 2. miejsce w mistrzostwach Polski (jazda indywidualna na czas)
- 1. miejsce na 3. etapie Tour de Romandie Féminin

2023
- 6. miejsce w Paryż-Roubaix Femmes
- 1. miejsce na 1. etapie Bretagne Ladies Tour
  - 1. miejsce w klasyfikacji górskiej
- 2. miejsce w mistrzostwach Polski (jazda indywidualna na czas)
- 2. miejsce w Classic Lorient Agglomération
- 1. miejsce w La Choralis Fourmies Féminine
- 1. miejsce w Grand Prix de Wallonie
- 6. miejsce w Tour of Guangxi

2024
- 1. miejsce w Festival Elsy Jacobs à Garnich
- 1. miejsce w Festival Elsy Jacobs à Luxembourg
- 2. miejsce w La Classique Morbihan
- 3. miejsce w Grand Prix du Morbihan Femmes
- 2. miejsce w mistrzostwach Polski (jazda indywidualna na czas)
- 10. miejsce na igrzyskach olimpijskich (start wspólny)
- 1. miejsce w Tour of Chongming Island
  - 1. miejsce w klasyfikacji punktowej
  - 1. miejsce na 2. i 3. etapie
- 3. miejsce w Tour of Guangxi

2025
- 1. miejsce w Nokere Koerse
- 1. miejsce w Festival Elsy Jacobs à Garnich
- 1. miejsce w klasyfikacji górskiej Tour de Suisse Women